# Abbensen (Wedemark)
Abbensen ist ein Ortsteil der Gemeinde Wedemark in der niedersächsischen Region Hannover.

## Geografie
Abbensen liegt im nordwestlichen Teil der Gemeinde an der Grenze zu Neustadt am Rübenberge.

## Geschichte
Der Ort Abbensen wurde 1287 erstmals als Abbenhusen erwähnt. Schon im Jahre 1202 galt die Obermühle, eine von der Jürse angetriebene Wassermühle, als Wahrzeichen am Handelsweg nach Hannover. Um 1825 wurde sie demontiert, da das infolge Trockenlegungen spärlicher fließende Jürse-Wasser das Mühlenrad nicht mehr antreiben konnte. Bis 1852 (Zollunion) lag hier eine Zollstation, worauf der Straßenname Alte Zollstraße hinweist.

### Eingemeindungen
Im Zuge der Gebietsreform in Niedersachsen, die am 1. März 1974 stattfand, wurde die zuvor selbständige Gemeinde Abbensen in die Gemeinde Wedemark eingegliedert.

### Einwohnerentwicklung
| Jahr      | 1910  | 1925  | 1933  | 1939  | 1950  | 1956  | 1973  | 2015  | 2019  |
| --------- | ----- | ----- | ----- | ----- | ----- | ----- | ----- | ----- | ----- |
| Einwohner | 276   | 283   | 280   | 295   | 591   | 539   | 842   | 1041  | 1007  |
| Quelle    | [ 4 ] | [ 5 ] | [ 5 ] | [ 5 ] | [ 6 ] | [ 6 ] | [ 7 ] | [ 8 ] | [ 2 ] |

|  |

## Politik

### Ortsrat
Der Ortsrat verantwortet die Ortsteile Abbensen, Duden-Rodenbostel und Negenborn gemeinsam (Wedemark I) und besteht aus sieben Ortsräten der folgenden Parteien:
- SPD: 4 Sitze
- CDU: 2 Sitze
- Bündnis 90/Die Grünen: 1 Sitz

(Stand: Kommunalwahl 2021)

### Ortsbürgermeister
Der Ortsbürgermeister ist Frank Gerberding. Sein Stellvertreter ist Florian Wiese.

### Wappen
Der Entwurf des Kommunalwappens von Abbensen stammt von dem Heraldiker und Wappenmaler Gustav Völker, der zahlreiche Wappen in der Region Hannover erschaffen hat. Die Genehmigung des Wappens wurde durch den Regierungspräsidenten in Lüneburg am 26. November 1963 erteilt.
| Wappen von Abbensen | Blasonierung: „In Grün ein silberner Balken, oben zwei gekreuzte, silberne Pferdeköpfe (Windbretter), in deren Seitenwinkeln je ein goldener Ring mit zwei Fischblasen schwebt, unten eine liegende, silberne Wolfsangel.“ |
| Wappen von Abbensen | Wappenbegründung: Die beiden Pferdeköpfe (Windbretter) symbolisieren den noch bäuerlichen Charakter des Dorfes. Die beiden Ringe mit den Fischblasen weisen auf den Fries des wertvollen Flügelaltars der Kapelle, aus der Zeit um 1450 hin. Der silberne Querbalken erinnert an die Zollstation, die an der Grenze der früheren Fürstentümer Lüneburg und Calenberg in Abbensen bestand. Die Wolfsangel unterstreicht die Zugehörigkeit zum Landkreis Burgdorf. |

## Kultur und Sehenswürdigkeiten

### Bauwerke
- Etwa 500 Meter südlich des ehemaligen Wassermühlenstandortes steht die Ruine der im Jahre 1825 errichteten Abbenser Windmühle. Beide vorher an Stelle dieses Erdholländers stehenden Bockwindmühlen (erste Erwähnung im Jahre 1557) wurden durch Feuer vernichtet (1769 und um 1790). (J. G.)
- Johanneskapelle
- Einige Berühmtheit erlangte der kostbare Altarschrank (ca. 1500) der 1912 erbauten Johanniskapelle, der von der baufällig gewordenen ersten Abbenser Kapelle von 1665 übernommen wurde.

### Naturdenkmale
- Nasswiese (sie stellt eine selten gewordene geologische Besonderheit dar)

### Fotogalerie

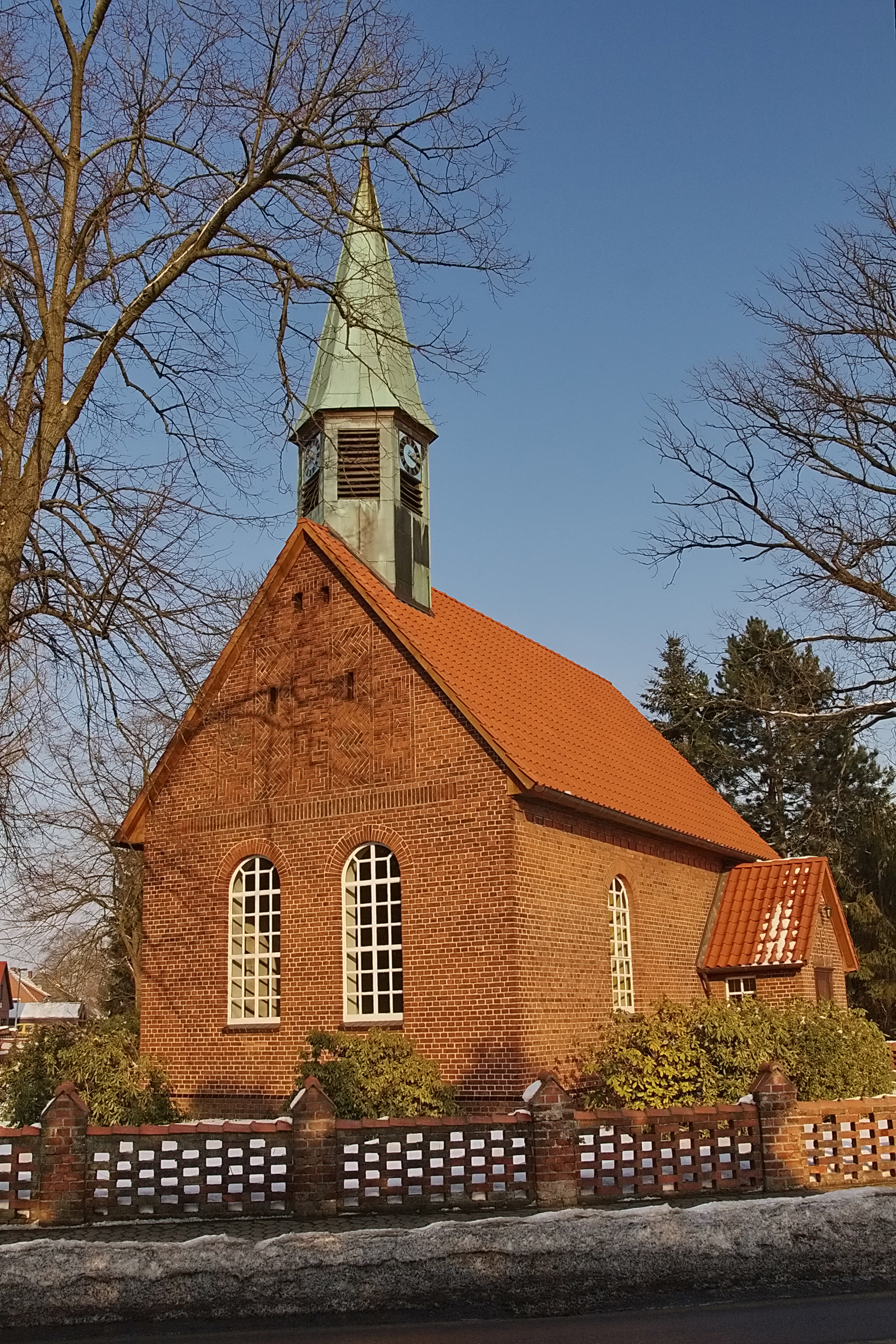
Johanniskapelle
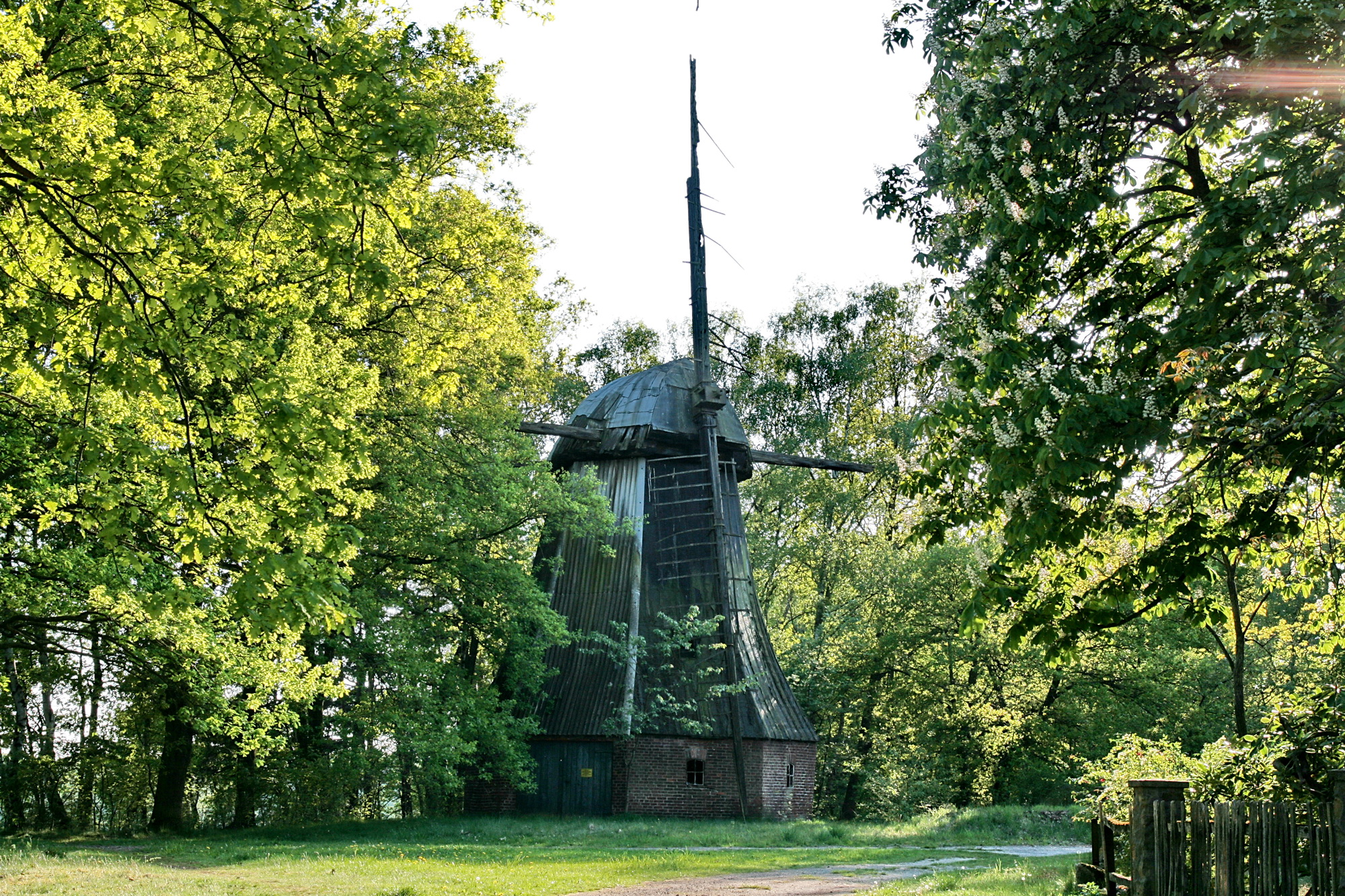
Die dem Verfall preisgegebene Abbenser Windmühle
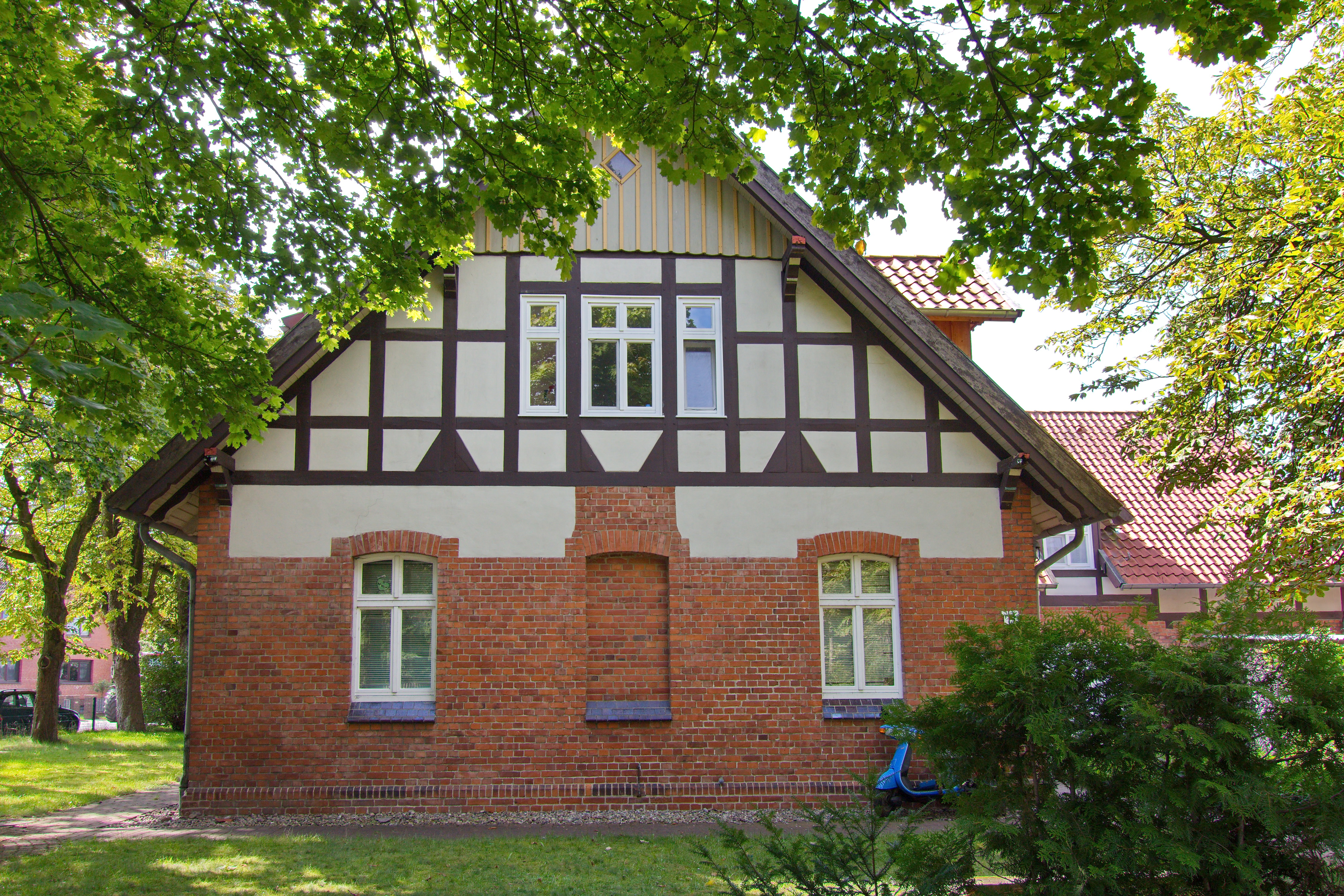
Alte Schule
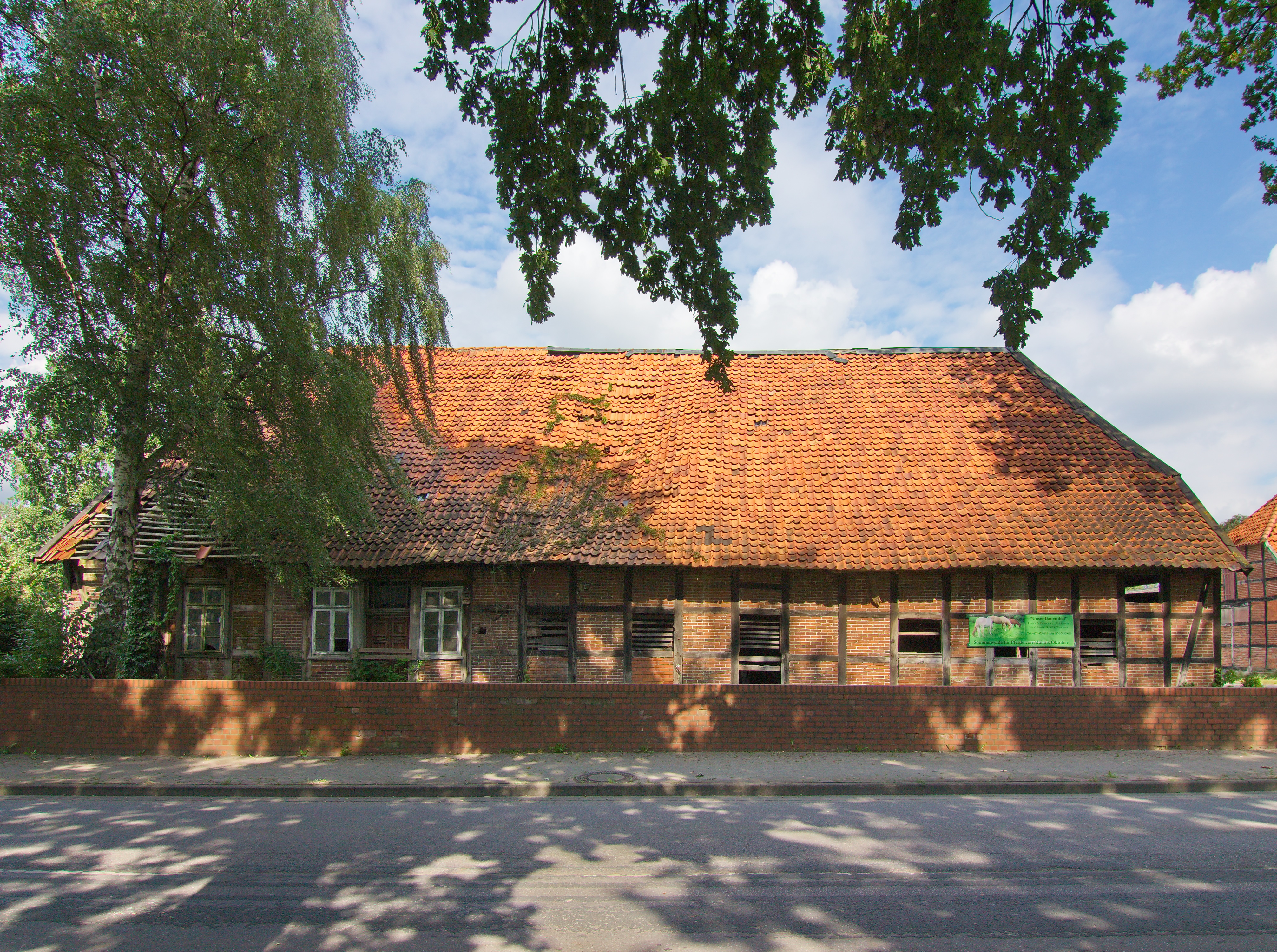
Vierständerhallenhaus (abgegangenes Denkmal)
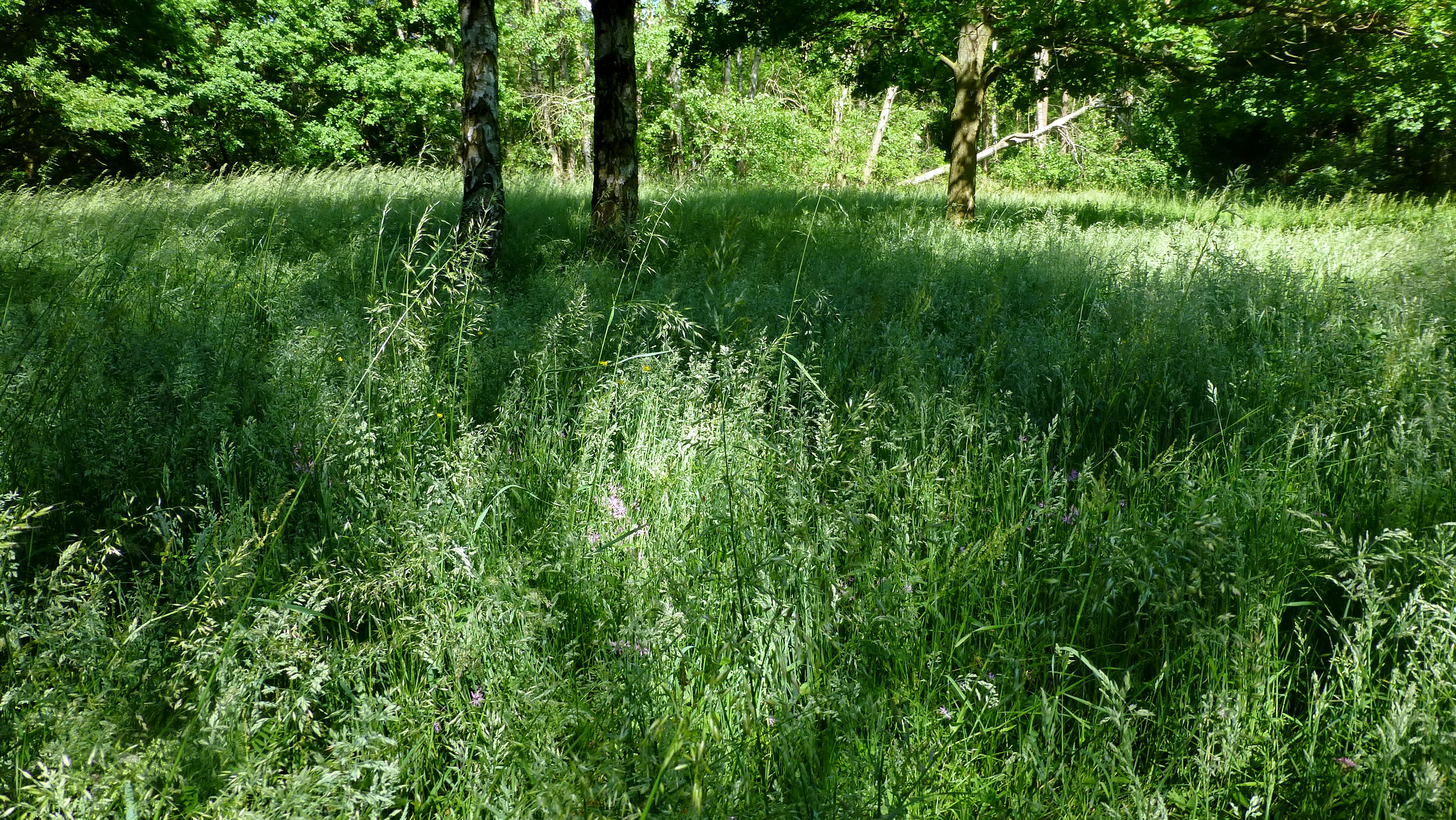
Nasswiese

## Persönlichkeiten
Personen, die mit dem Ort in Verbindung stehen
- Hans Kreuzer (1911–1988), Chemigraf und Maler, er malte und zeichnete in den Wiederaufbaujahren vor allem an Baustellen in der niedersächsischen Landeshauptstadt Hannover und erhielt dadurch den Beinamen „Aufbaukreuzer“, wohnte und verstarb in Abbensen
- Rebecca Schamber (* 1975), Politikerin (SPD)